# 大衛·康瑞德
大衛·克勞福·康瑞德（英語：David Crawford Conrad；1967年8月17日—）是美國的一位演員，出生在賓西法尼亞州匹茲堡。在2005年至2010年期間，他曾和珍妮佛·樂芙·休伊一同出演影集《靈感應》。他是三人兄弟中的幼子。他也出演過CSI犯罪現場等電視劇。

## 外部連結
- 大衛·康瑞德在互联网电影资料库（IMDb）上的資料（英文）
- 大卫的個人部落格（页面存档备份，存于）